# Kesarevo, Veliko Tărnovo
Kesarevo (în bulgară Кесарево) este un sat în comuna Strajița, regiunea Veliko Tărnovo,  Bulgaria. 

## Demografie
Componența etnică a satului Kesarevo
     Turci (29,16%)
     Bulgari (61,71%)
     Nicio identificare (7,46%)
     Romi (1,2%)
     Altele (0,45%)
La recensământul din 2011, populația satului Kesarevo era de 1.327 locuitori. Din punct de vedere etnic, majoritatea locuitorilor (61,71%) erau bulgari, existând și minorități de turci (29,16%) și romi (1,2%). Pentru 7,46% din locuitori nu este cunoscută apartenența etnică.